# Desa Sragi (administrativ by i Indonesien, lat -7,88, long 111,44)
Desa Sragi är en administrativ by i Indonesien.   Den ligger i provinsen Jawa Timur, i den västra delen av landet, 500 km öster om huvudstaden Jakarta.